# Saint-Vivien (Charente Marítimo)
 Saint-Vivien  es una población y comuna francesa, situada en la región de Poitou-Charentes, departamento de Charente Marítimo, en el distrito de La Rochelle y cantón de La Jarrie.

## Demografía
| 260                       | 162 | 235 | 223 | 271 | 316 | 325 | 332 | 329 | 359 | 358 | 362 | 326 | 362 | 373 | 398 | 393 | 367 | 328 | 322 | 278 | 266 | 258 | 278 | 272 | 280 | 351 | 355 | 356 | 382 | 625 | 702 | 851 | 883 | 874 |
| (Fuente: Cassini e INSEE) |     |     |     |     |     |     |     |     |     |     |     |     |     |     |     |     |     |     |     |     |     |     |     |     |     |     |     |     |     |     |     |     |     |     |